# Limnophora nigridorsata
Limnophora nigridorsata är en tvåvingeart som beskrevs av Malloch 1929. Limnophora nigridorsata ingår i släktet Limnophora och familjen husflugor. Inga underarter finns listade i Catalogue of Life.